# San Donato (Parma)
San Donato, comune autonomo fino al 1870 con il nome di San Donato d'Enza, è una piccola frazione del comune di Parma, appartenente al quartiere San Lazzaro.
La località è situata 7,14 km a est del centro della città.

## Geografia fisica
La frazione sorge in posizione pianeggiante tra le campagne coltivate ai margini orientali di Parma.

## Storia
Nel 962, secondo un atto di dubbia autenticità, l'imperatore del Sacro Romano Impero Ottone I di Sassonia riconobbe al vescovo di Parma Oberto l'autorità, oltre che sulla città, anche su 3 miglia di contado intorno a essa, comprendenti tra le altre la zona di San Donato, posta tra Beneceto e Coloreto.
Il borgo di Sanctus Donatus fu citato per la prima volta sette anni dopo, in un testamento redatto il 3 gennaio 969 da tal Felice da Beneceto, che, vassallo del vescovo di Parma, lasciò ai canonici della cattedrale un oratorio e varie terre situate nei dintorni, la cui effettiva cessione avvenne quattro anni dopo.
I terreni posseduti in zona dai canonici del capitolo erano numerosi, tanto che furono menzionati nel 1046 in una sentenza emanata dal vescovo di Coira Teutemario, nel 1191 in un atto di permuta e nel 1196 in un documento.
Nel 1418 il borgo fu depredato, insieme ad altre località dei dintorni di Parma, dalle truppe del duca di Milano Filippo Maria Visconti durante gli scontri col marchese di Ferrara Niccolò III d'Este per il possesso della città.
Nel 1622, il duca di Parma Ranuccio I Farnese lasciò in eredità al figlio Odoardo la signoria su numerose terre, estese in particolare tra il Cornocchio, Fognano e San Donato.
Nel 1698 il feudo di San Donato fu assegnato al marchese Ottavio Paolo Lalatta dal duca di Parma Francesco Farnese; la casata ne mantenne i diritti fino alla loro abolizione sancita da Napoleone nel ducato di Parma e Piacenza nel 1805.
Nel 1806, per effetto del decreto Nardon, San Donato fu elevata a sede di comune (o mairie), comprendente, oltre al capoluogo, le frazioni di Beneceto, Casalbaroncolo, Casello dell'Abbate, Chiozzola, San Martino, Quingento e San Prospero, cui tre anni dopo furono aggiunte parte di Vicopò e di San Lazzaro; la sede municipale fu collocata all'interno dello xenodochio di San Prospero, lungo la via Emilia.
Nel 1863 il comune fu ribattezzato col nome di San Donato d'Enza, ma nel 1870 fu sciolto e aggregato a Marore nel nuovo comune di San Lazzaro Parmense, a sua volta cessato nel 1943 e inglobato in quello di Parma.

## Monumenti e luoghi d'interesse

### Chiesa di San Donato

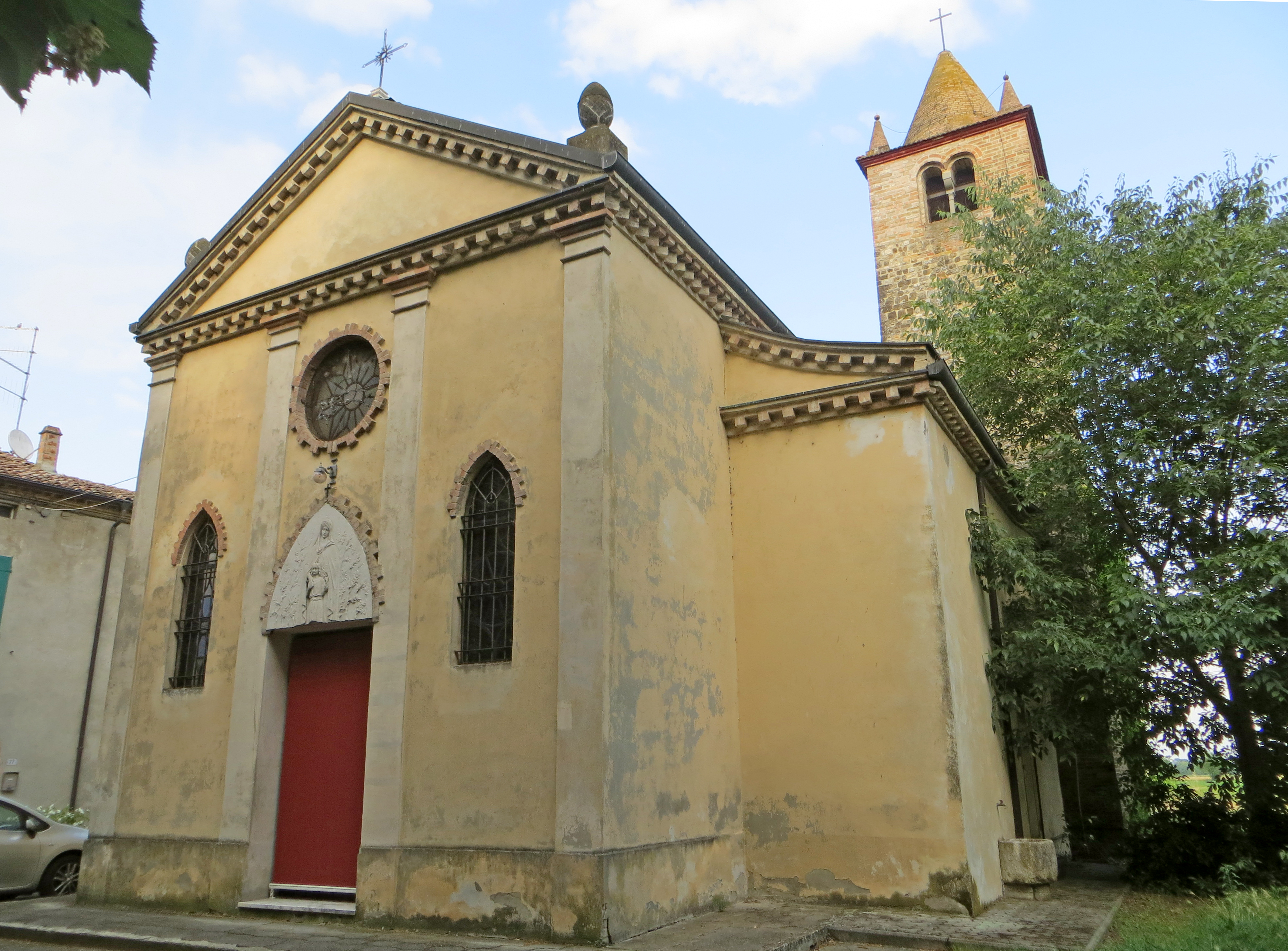
Chiesa di San Donato

Edificata originariamente in epoca altomedievale, la cappella di San Donato fu donata nel 973 al Capitolo della Cattedrale di Parma; divenuta sede parrocchiale autonoma entro il 1564, fu parzialmente ricostruita nel corso del XVII secolo e profondamente modificata in forme neoclassiche tra la fine del XVIII e gli inizi del XIX; restaurata a più riprese nella seconda metà del secolo, fu decorata in stile neogotico nella facciata nei primi anni del XX. La chiesa, affiancata da due cappelle laterali per parte, conserva la torre campanaria cinquecentesca in pietra.

### Oratorio di San Lorenzo

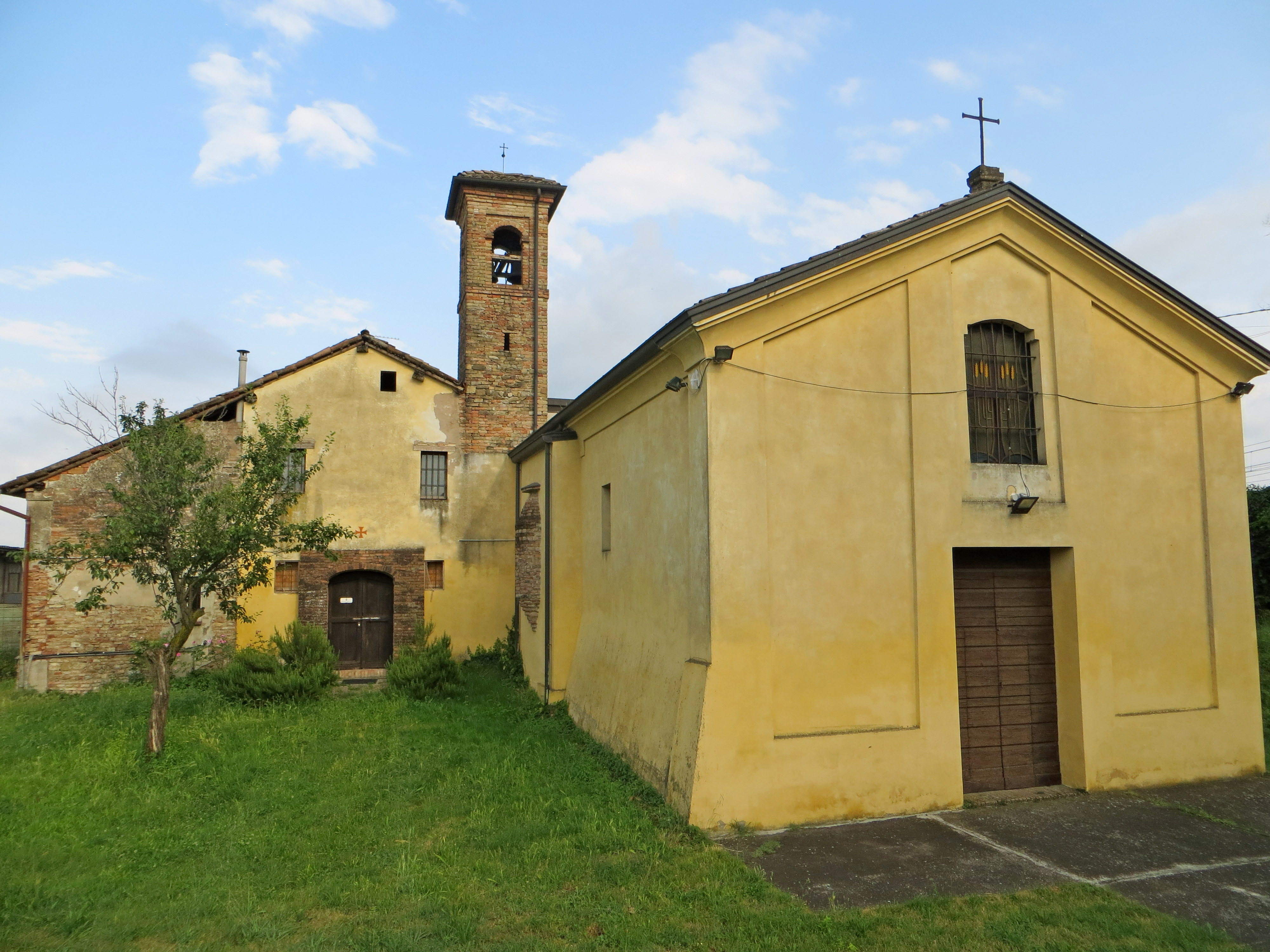
Oratorio di San Lorenzo e canonica

Menzionato per la prima volta nel 1145, l'oratorio, dipendente originariamente dall'abbazia di San Giovanni Evangelista di Parma, passò agli inizi del XVIII secolo sotto la diretta giurisdizione del vescovo di Parma e nel 2010 fu affidato in gestione ai cavalieri templari; la piccola cappella, dalle forme gotiche e neoclassiche, conserva al centro dell'abside poligonale un affresco quattrocentesco raffigurante la Madonna in trono con Gesù Bambino, san Lorenzo e san Giovanni Evangelista.